# Neuromecânica
A neuromecânica é um campo de estudo que combina conceitos da biomecânica e neurofisiologia para estudar o movimento humano. A neuromecânica examina os papéis combinados dos sistemas esquelético, muscular e nervoso e como eles interagem para produzir o movimento necessário para concluir uma tarefa motora. O conceito foi originalmente proposto por Enoka.